# York Mountain AVA

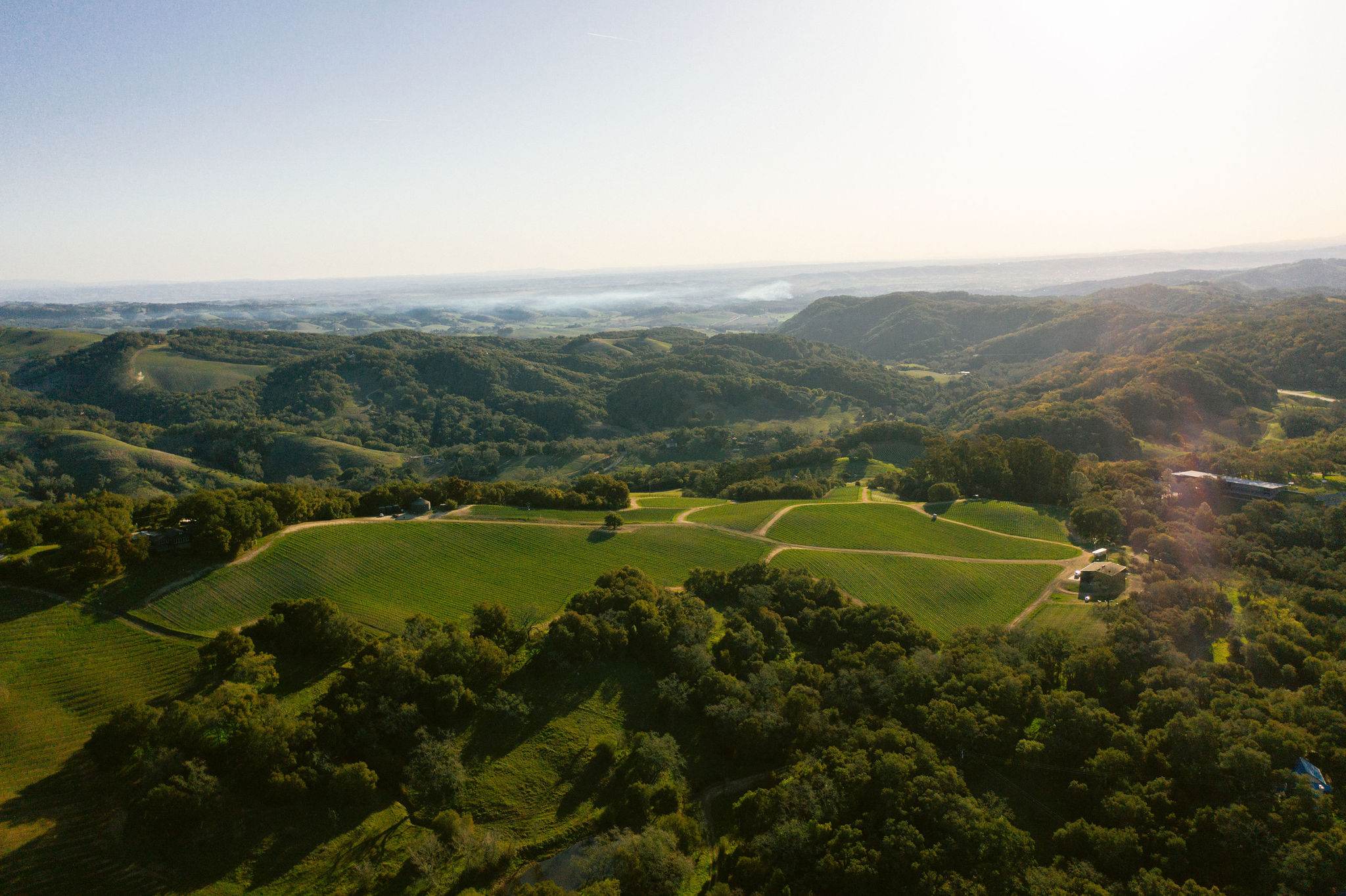
York Mountain AVA (2021)

York Mountain AVA ist ein seit dem 24. August 1983 anerkanntes Weinbaugebiet im US-Bundesstaat Kalifornien und Teil der überregionalen South Coast AVA.

## Lage
Die Rebflächen verteilen sich dabei auf den Verwaltungsbezirk San Luis Obispo County und liegen im östlichen Teil der Santa Lucia Mountains, westlich der Herkunftsbezeichnung Paso Robles AVA. Weiter nördlich liegt das Weinbaugebiet Hames Valley AVA. Die Weinberge befinden sich auf einer Höhe von ca. 450 m ü. NN, nur 11 km vom Pazifischen Ozean entfernt. Dadurch können die kühlenden Nebel und Meeresbrisen des Ozeans moderierend auf das Klima einwirken. Das Klima von York Mountain ist daher kühler und auch feuchter als das des weiter östlich gelegenen Paso Robles.
Die Anerkennung als Herkunftsbezeichnung ist auf eine Petition des Weinguts York Mountain Winery zurückzuführen, das schon seit 1882 einen gewerblichen Weinbau betreibt.